# Adaptive Compliant Trailing Edge

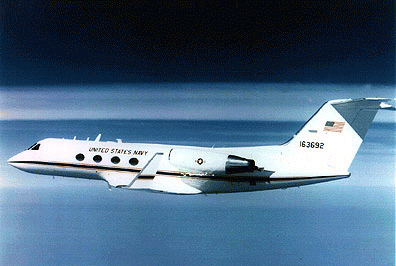
Технология экспериментального крыла отрабатывается на самолёте Gulfstream III

Adaptive Compliant Trailing Edge (ACTE) (рус. Гибкая задняя кромка адаптивного крыла) — проект по созданию новой технологии деформируемой задней части крыла самолёта, способной выполнять роль традиционного закрылка. Конструкция изгибающейся бесшовной поверхности позволит оптимизировать полётные характеристики самолёта на всем протяжении полёта. В частности, применение ACTE может сократить расход топлива на 4–12 % и снизить уровень шума во время взлёта и посадки на 40 %. В ноябре 2014 года ВВС США совместно со специалистами НАСА провели воздушные испытания нового адаптивного крыла на модифицированном бизнес-джете Gulfstream III.

## История и устройство

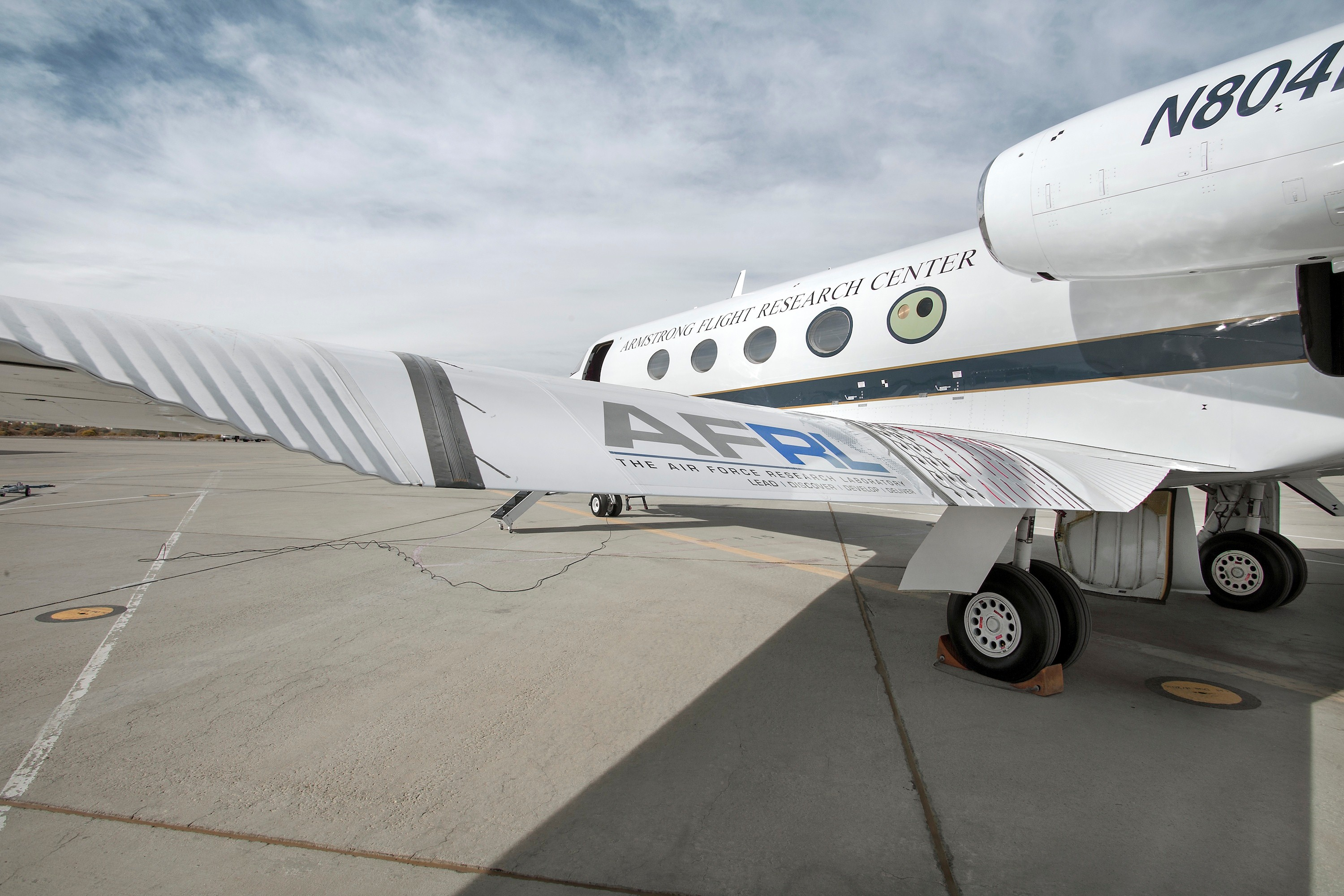
Самолёт с применением технологии ACTE

Обычные закрылки, применяемые на современных самолётах, имеют ряд недостатков. Так, выпуск этих элементов управления увеличивает аэродинамическое сопротивление, отнимая при этом часть тяги двигателей при взлёте. Кроме того, при выпуске закрылков изменяется продольная балансировка самолёта и возникает пикирующий момент, из-за чего осложняется управление летательным аппаратом.
Разработкой нового адаптивного крыла по заказу ВВС США занимается американская компания FlexSys, основанная в 2001 году профессором мичиганского университета Шридхаром Котом. Проект получил название FlexFoil. Крыло имеет изменяемую геометрию — его задняя часть, плавно и без зазоров изгибаясь в зависимости от режима полёта, способна выполнять роль закрылка. FlexFoil, в отличие от обычных закрылков, позволяет точнее регулировать подъёмную силу крыла в зависимости от условий окружающей среды. Плавная регулировка поверхностей не вызывает дополнительных вибраций, сопровождающихся шумом. Это уменьшает шум во время взлётов и приземлений, а также снижает индуктивное сопротивление крыла. 
Деформируемая бесшовная поверхность создана с применением материалов, используемых в аэрокосмической отрасли — алюминия, титана, волоконно-армированных полимерных композитов. Жёсткая, но гибкая задняя кромка адаптивного крыла ACTE имеет длину 4,3 м. С помощью двух простых приводов закрылок может перемещаться вверх или вниз в потоке встречного воздуха. 
7 ноября 2014 года успешно прошли испытания ACTE-технологии, проведённые Исследовательской лабораторией ВВС США и специалистами НАСА. Новой технологией был оснащён экспериментальный Gulfstream III.